# ISO 9000
A ISO 9000 series é um conjunto de normas internacionais para sistemas de gestão de qualidade. Foi desenvolvida em março de 1987 pela Organização Internacional de Normalização. O objetivo destas normas é ajudar as organizações a garantir que atendam às necessidades dos clientes e de outras partes interessadas dentro dos requisitos estatutários e regulamentares relacionados a um produto ou serviço, podendo ser integradas em outros sistemas de gestão.
Este conjunto de normas estabelece requisitos que auxiliam a melhoria dos processos internos, a maior capacitação dos colaboradores, o monitoramento do local de trabalho, a verificação da satisfação dos clientes, colaboradores e fornecedores, num processo contínuo de melhoria do sistema de gestão de qualidade. Aplicam-se a campos tão distintos quanto materiais, produtos, processos e serviços.
A adoção das norma é vantajosa para as organizações uma vez que lhes confere maior organização, produtividade e credibilidade - elementos facilmente identificáveis pelos clientes -, aumentando a sua competitividade nos mercados nacional e internacional. Os processos organizacionais necessitam ser verificados através de auditorias externas independentes.

## História
Em março de 1979, o BSI publicou a primeira norma de sistemas de gestão de qualidade do mundo, a BS 5750, como parte de uma resposta às crescentes preocupações sobre a qualidade. A BS 5750 forneceu o modelo para o desenvolvimento da série ISO 9000 em março de 1987, pela ISO. No entanto, sua história pode ser rastreada cerca de vinte anos antes disso, para a publicação de normas de compras governamentais, como a norma MIL-Q-9858 do Departamento de Defesa dos Estados Unidos em 1959, e o Def Stan 05–21 e 05–24 do Reino Unido. Grandes organizações que forneciam agências de compras governamentais frequentemente tinham que cumprir uma variedade de requisitos de garantia de qualidade para cada contrato concedido, o que levou a indústria de defesa a adotar o reconhecimento mútuo das normas NATO AQAP, MIL-Q e Def Stan. Eventualmente, as indústrias adotaram a ISO 9000 em vez de forçar os contratados a adotar requisitos múltiplos — e frequentemente semelhantes.

## Adoção Mundial
O número de empresas que adotam a certificação ISO 9001 tem crescido mundialmente, conforme mostra as pesquisas do número de empresas certificadas a partir de 2003 em: 2003, 2007, 2008, 2009 and 2010.
| Dez 2000 | Dez 2001 | Dez 2002 | Dez 2003 | Dez 2004 | Dez 2005 | Dez 2006 | Dez 2007 | Dez 2008 | Dez 2009  |
| -------- | -------- | -------- | -------- | -------- | -------- | -------- | -------- | -------- | --------- |
| 457,834  | 510,349  | 561,767  | 497,919  | 660,132  | 773,867  | 896,929  | 951,486  | 982,832  | 1,064,785 |

Fonte: Pesquisa ISO 9001 (2009)
Recentemente nos últimos anos tem havido um grande crescimento na China, que hoje totaliza aproximadamente um quarto das certificações mundiais.
| Posição | País           | No. de Certificados |
| ------- | -------------- | ------------------- |
| 1       | China          | 297,037             |
| 2       | Itália         | 138,892             |
| 3       | Rússia         | 62,265              |
| 4       | Espanha        | 59,854              |
| 5       | Japão          | 59,287              |
| 6       | Alemanha       | 50,583              |
| 7       | Reino Unido    | 44,849              |
| 8       | Índia          | 33,250              |
| 9       | Estados Unidos | 25,101              |
| 10      | Coreia do Sul  | 24,778              |

Fonte: Pesquisa ISO 9001 (2010)
| Posição | País           | No. de Certificados |
| ------- | -------------- | ------------------- |
| 1       | China          | 257,076             |
| 2       | Itália         | 130,066             |
| 3       | Japão          | 68,484              |
| 4       | Espanha        | 59,576              |
| 5       | Rússia         | 53,152              |
| 6       | Alemanha       | 47,156              |
| 7       | Reino Unido    | 41,193              |
| 8       | Índia          | 37,493              |
| 9       | Estados Unidos | 28,935              |
| 10      | Coreia do Sul  | 23,400              |

Fonte: ISO Survey 2009

## ISO 9000:1987
Essa primeira norma tinha estrutura idêntica à norma britânica BS 5750, com três especificações para sistemas de gestão de qualidade, cuja seleção foi baseada no escopo de atividades da organização:
- ISO 9001:1987 Modelo de garantia da qualidade para design, desenvolvimento, produção, montagem e prestadores de serviço - aplicava-se a organizações cujas atividades eram voltadas à criação de novos produtos.
- ISO 9002:1987 Modelo de garantia da qualidade para produção, montagem e prestação de serviço - compreendia essencialmente o mesmo material da anterior, mas sem abranger a criação de novos produtos.
- ISO 9003:1987 Modelo de garantia da qualidade para inspeção final e teste - abrangia apenas a inspeção final do produto e não se preocupava como o produto era feito.

## ISO 9000:1994
Essa norma contem os termos e definições relativos à norma ISO 9001:1994. Não é uma norma certificadora, dos termos e definições da garantia da qualidade.

## ISO 9001:1994
Essa norma tinha a garantia da qualidade como base da certificação.
A norma tinha os seguintes requisitos:

4.1 Responsabilidade da Direção (Trata do papel da alta direção na implementação do sistema da Qualidade);

4.2 Sistema da qualidade (Descreve a documentação que compõe o sistema da qualidade);

4.3 Análise do contrato (Trata da relação comercial entre a empresa e os seus clientes);

4.4 Controle da concepção e projecto (Trata da concepção e desenvolvimento de novos produtos para atender aos clientes);

4.5 Controle dos documentos e dados (Trata da forma de controlar os documentos do sistema da qualidade);

4.6 Compras (Trata da qualificação dos fornecedores de materiais / serviços e do processo de compras);

4.7 Produto fornecido pelo Cliente (Trata da metodologia para assegurar a conformidade dos produtos fornecidos pelo Cliente para incorporar ao produto final);

4.8 Rastreabilidade (Trata da história desde o início do fabrico do produto ou da prestação do serviço);

4.9 Controle do processo (Trata do processo de produção dos produtos da empresa);

4.10 Inspecção e ensaios (Trata do controle da qualidade que é realizado no produto ou serviço);

4.11 Controle de equipamentos de inspecção, medição e ensaio (Trata do controle necessário para a calibração / verificação dos instrumentos que inspeccionam, meçam ou ensaiem a conformidade do produto);

4.12 Situação da inspecção e ensaios (Trata da identificação da situação da inspecção do produto ou serviço em todas as etapas da sua produção)

4.13 Controle do produto não conforme (Trata da metodologia de controle para os produtos fora de especificação);

4.14 Ação corretiva e preventiva (Trata das ações necessárias para as não conformidades identificadas de forma a evitar que aconteça e a sua repetição);

4.15 Manuseamento, armazenamento, embalagem, preservação e expedição (Trata dos cuidados com o produto acabado até a sua expedição para o cliente);

4.16 Controle dos registos da qualidade (Trata da metodologia do controle dos registos da qualidade para facilitar a sua identificação,recuperação);

4.17 Auditorias internas da qualidade (Trata da programação das auditorias internas da qualidade);

4.18 Formação (Trata do levantamento de necessidades de formação e da programação das respectivas formações);

4.19 Serviços após - venda (Trata dos serviços prestados após venda);

4.20 Técnicas estatísticas (Trata da utilização de técnicas estatísticas na empresa);
Esta versão exige muito "papel" em vez da implementação das práticas como exigido pela ISO 9001:2008.

## ISO 9001:2000
Para solucionar as dificuldades da anterior, esta norma combinava as 9001, 9002 e 9003 em uma única, doravante denominada simplesmente 9001:2000.
Os processos de projeto e desenvolvimento eram requeridos apenas para empresas que, de fato, investiam na criação de novos produtos, inovando ao estabelecer o conceito de "controle de processo" antes e durante o processo. Esta nova versão exigia ainda o envolvimento da gestão para promover a integração da qualidade internamente na própria organização, definindo um responsável pelas ações da qualidade. Adicionalmente, pretendia-se melhorar o gerenciamento de processos por meio de aferições de desempenho e pela implementação de indicadores para medir a efetividade das ações e atividades desenvolvidas.
Mas a principal mudança na norma foi a introdução da visão de foco no cliente. Anteriormente, o cliente era visto como externo à organização, e doravante passava a ser percebido como integrante do sistema da organização. A qualidade, desse modo, passava a ser considerada como uma variável de múltiplas dimensões, definida pelo cliente, por suas necessidades e desejos. Além disso, não eram considerados como clientes apenas os consumidores finais do produto, mas todos os envolvidos na cadeia de produção.

## ISO 9000:2005
Foi a única norma lançada nesse ano, descrevendo os fundamentos de sistemas de gestão da qualidade que, no Mundo, constituem o objeto da família ISO 9000, e definindo os termos a ela relacionados. É aplicável a organizações que buscam vantagens através da implementação de um sistema de gestão de qualidade; as organizações que buscam a confiança nos seus fornecedores de que os requisitos de seus produtos serão atendidos; a usuários dos produtos; aqueles que têm interesse no entendimento mútuo da terminologia utilizada na gestão da qualidade (por exemplo: fornecedores, clientes, órgãos reguladores); aqueles, internos ou externos à organização, que avaliam o sistema de gestão de qualidade ou o auditam, para verificarem a conformidade com os requisitos da ISO 9001 (por exemplo: auditores, órgãos regulamentadores e organismos de certificação); aqueles, internos ou externos à organização, que prestam assessoria ou treinamento sobre o sistema de gestão de qualidade adequado à organização; e a grupos de pessoas que elaboram normas correlatas.

## ISO 9000:2008
Esta, aprovada no fim do ano de 2008, foi elaborada para apresentar maior compatibilidade com a família da ISO 14000, e as alterações realizadas trouxeram maior compatibilidade para as suas traduções e consequentemente um melhor entendimento e interpretação de seu texto.
Outra importante alteração nesta versão foi a sub-cláusula 1.2 que introduz o conceito de exclusões. Esta cláusula permite que requisitos da norma que não sejam aplicáveis devido a características da organização ou de seus produtos sejam excluídos, desde que devidamente justificados. Desta forma, garante-se o caráter genérico da norma e sua aplicabilidade para qualquer organização, independente do seu tipo, tamanho e categoria de produto.

## ISO 9001:2015[6]
A nova versão foca nos resultados do modelo de negócio e como eles aumentam a satisfação das partes interessadas em seu contexto sócio-organizacional, principalmente seu grupo de clientes.
Por ser de ampla aplicação, a nova versão foi redigida de forma mais genérica e mais fácil de compreensão, principalmente para os prestadores de serviços. Neste sentido, foram eliminados os requisitos para elaboração do Manual da Qualidade e para a nomeação do Representante da Direção.
O conhecimento organizacional passa a ser um requisito para o planejamento estratégico da empresa, bem como a identificação das partes interessadas no contexto da organização, suas necessidades e expectativas, para determinação dos requisitos que possam impactar o planejamento e implementação do Sistema de Gestão de Qualidade e seu modelo de negócios. A interpretação do contexto externo e sua relação com as partes interessadas passam a ser o ponto de partida para a concepção do modelo de negócios e suas estratégias derivadas.
O Sistema de Gestão de Qualidade deve ser consistente com a missão, visão, valores e com o direcionamento estratégico da empresa, o qual não pode estar desalinhado do contexto organizacional.
Ênfase na liderança e comprometimento da Alta Direção, impondo novas responsabilidades, como no planejamento e gestão sobre mudanças, conhecimento da própria norma e prestação de contas sobre a eficácia do sistema, ou seja, que o Sistema de Gestão de Qualidade traga os resultados sustentáveis à organização.
Integração do sistema com a abordagem de processo (enfatiza o que já era prescrito em todas as versões anteriores). Isto significa entender como os elementos da cadeia de valor da organização se beneficiam mutuamente formando elos incomparáveis, os quais, por sua vez, beneficiam e agregam valor à cadeia de valor de seus clientes e outras partes interessadas.
Enfatizada a abordagem de mentalidade de risco, no planejamento, implementação e mudanças do Sistema de Gestão de Qualidade, como forma estruturada do pensamento preventivo, o que era muito mal-entendido, avaliado e conduzido pelas empresas, quando da implementação do antigo requisito 8.5.3 (ações preventivas).
Mentalidade de Risco  é considerar as incertezas que tenham efeito na conformidade dos produtos e serviços.

## Critérios para a normalização
As normas foram elaboradas por meio de um consenso internacional acerca das práticas que uma empresa deve tomar a fim de atender plenamente os requisitos de qualidade total. A ISO 9001 não fixa metas a serem atingidas pelas organizações a serem certificadas; as próprias organizações são quem estabelecem essas metas.
Uma organização deve seguir alguns passos e atender a alguns requisitos para serem certificadas. Dentre esses podem-se citar:
- Normalização de todos os processos-chave da organização, processos que afetam o produto e consequentemente o cliente;
- Monitoramento e medição dos processos de fabricação para assegurar a qualidade do produto/serviço, através de indicadores de performance e desvios;
- Implementar e manter os registros adequados e necessários para garantir a rastreabilidade do processo;
- Inspeção de qualidade e meios apropriados de ações corretivas quando necessário; e
- Revisão sistemática dos processos e do sistema da qualidade para garantir sua eficácia.

Um "produto", no vocabulário da ISO, pode significar um objeto físico, ou serviço, ou software.
A International Organization for Standardization publicou em 2004 um artigo que dizia: "Atualmente as organizações de serviço representam um número grande de empresas certificadas pela ISO 9001:2000, aproximadamente 31% do total".

## Os elementos da ISO 9001:2015
A revisão 2015 foi estruturada em cláusulas dispostas em semelhança aos das normas de gestão ambiental ISO 14001:2015 e de gestão de segurança e saúde do trabalho ISO 45001:2018, sendo, desta forma, estabelecidas para facilitar às empresas a integração desses outros dois sistemas, se assim for optado pela organização. As cláusulas estão assim dispostas:
1 – Escopo
2 – Referências normativas
3 – Termos e definições
4 – Contexto da organização
5 – Liderança
6 – Planejamento
7 – Apoio
8 – Operação
9 – Avaliação de desempenho
10 – Melhoria
Anexo A - (Informativo) Esclarecimento da nova estrutura, terminologia e conceitos.
Anexo B - (Informativo) Outras Normas sobre gestão da qualidade e sistemas de gestão da qualidade desenvolvidas pelo ISO / TC 176.

### Terminologia
- Ação corretiva - ação para eliminar a causa de uma não-conformidade identificada ou de outra situação indesejável
- Ação preventiva - ação para eliminar a causa de uma potencial não-conformidade
- Cliente - organização ou pessoa que recebe um produto
- Conformidade - satisfação com um requisito
- Eficácia - medida em que as atividades planejadas foram realizadas e obtidos os resultados planejados
- Eficiência - relação entre os resultados obtidos e os recursos utilizados
- Fornecedor - organização ou pessoa que fornece um produto
- Política da Qualidade - conjunto de intenções e de orientações de uma organização, relacionadas com a qualidade, como formalmente expressas pela gestão superior
- Procedimento - modo especificado de realizar uma atividade ou um processo
- Processo - conjunto de atividades interrelacionadas e interatuantes que transformam entradas em saídas
- Produto - resultado de um processo
- Qualidade - medida de atendimento a expectativas, dada por um conjunto de características intrínsecas
- Requisito - necessidade ou expectativa expressa, geralmente implícita ou obrigatória
- Satisfação de clientes - percepção dos clientes quanto ao grau de atendimento aos seus requisitos
- Sistema de Gestão de Qualidade - parte do sistema de gestão da organização orientada para atingir os resultados em relação com os objetivos da qualidade. Fornece diretrizes para implantar e implementar o sistema da qualidade: fatores técnicos, administrativos e humanos que afetem a qualidade de produtos ou serviços; aprimoramento da qualidade; -referência para o desenvolvimento e implementação de um sistema da qualidade e para a determinação da extensão em que cada elemento desse sistema pode ser aplicado.

## Certificação
A ISO não certifica organizações diretamente. Numerosas entidades de certificação existem para auditar organizações e, sob sucesso, emitir o Certificado de Conformidade ISO 9001.

## Resumo em linguagem informal
Os elementos descritos abaixo são alguns dos aspectos a serem abordados pela organização no momento da implementação da ISO 9001:2008, lembrando sempre que alguns desses requisitos variam de acordo com o tamanho e ramo de atividade da empresa.
Deve ser feita a análise de todo o processo e garantir a normalização, monitoramento e documentação de todo o processo que tem influência no produto.
- Responsabilidade da direção: requer que a política de qualidade seja definida, documentada, comunicada, implementada e mantida. Além disto, requer que se designe um representante da administração para coordenar e controlar o sistema da qualidade.
- Sistema da qualidade: deve ser documentado na forma de um manual e implementado também.
- Análise crítica de contratos: os requisitos contratuais devem estar completos e bem definidos. A empresa deve assegurar que tenha todos os recursos necessários para atender às exigências contratuais.
- Controle de projeto: todas as atividades referentes à projetos (planejamento, métodos para revisão, mudanças, verificações, etc.) devem ser documentadas.
- Controle de documentos: requer procedimentos para controlar a geração, distribuição, mudança e revisão em todos os documentos codificados na empresa.
- Aquisição: deve-se garantir que as matérias-primas atendam às exigências especificadas. Deve haver procedimentos para a avaliação de fornecedores.
- Produtos fornecidos pelo cliente: deve-se assegurar que estes produtos sejam adequados ao uso.
- Identificação e rastreabilidade do produto: requer a identificação do produto por item, série ou lote durante todos os estágios da produção, entrega e instalação.
- Controle de processos: requer que todas as fases de processamento de um produto sejam controladas (por procedimentos, normas, etc.) e documentadas.
- Inspeção e ensaios: requer que a matéria-prima seja inspecionada (por procedimentos documentados) antes de sua utilização.
- Equipamentos de inspeção, medição e ensaios: requer procedimentos para a calibração/aferição, o controle e a manutenção destes equipamentos.
- Situação da inspeção e ensaios: deve haver, no produto, algum indicador que demonstre por quais inspeções e ensaios ele passou e se foi aprovado ou não.
- Controle de produto não-conformes: requer procedimentos para assegurar que o produto não conforme aos requisitos especificados é impedido de ser utilizado inadvertidamente.
- Ação corretiva: exige a investigação e análise das causas de produtos não-conformes e adoção de medidas para prevenir a reincidência destas não-conformidades.
- Manuseio, armazenamento, embalagem e expedição: requer a existência de procedimentos para o manuseio, o armazenamento, a embalagem e a expedição dos produtos.
- Registros da qualidade: devem ser mantidos registros da qualidade ao longo de todo o processo de produção. Estes devem ser devidamente arquivados e protegidos contra danos e extravios.
- Auditorias internas da qualidade: deve-se implantar um sistema de avaliação do programa da qualidade.
- Treinamento: devem ser estabelecidos programas de treinamento para manter, atualizar e ampliar os conhecimentos e as habilidades dos funcionários.
- Assistência técnica: requer procedimentos para garantir a assistência à clientes.
- Técnicas estatísticas: devem ser utilizadas técnicas estatísticas adequadas para verificar a aceitabilidade da capacidade do processo e as características do produto.

## No Brasil

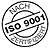
ISO 9001.

O Brasil está no grupo dos países que mais crescem em número de certificações em 2010, com aumento de 4.009 certificações, logo atrás da Itália (8.826), Rússia (9.113) e China (39.961) que lidera o grupo. Fonte: Pesquisa ISO 9001 (2010).
A família de normas ABNT NBR ISO 9000:1994 (9001, 9002 e 9003) foi cancelada e substituída pela série de normas ABNT NBR ISO 9000, que é composta de três normas:
- ABNT NBR ISO 9000:2015: Descreve os fundamentos de sistemas de gestão da qualidade e estabelece a terminologia para estes sistemas.
- ABNT NBR ISO 9001:2015: Especifica requisitos para um Sistema de Gestão de Qualidade, onde uma organização precisa demonstrar sua capacidade para fornecer produtos que atendam aos requisitos do cliente e aos requisitos regulamentares aplicáveis, e objetiva aumentar a satisfação do cliente.
- ABNT NBR ISO 9004:2010: Fornece diretrizes que consideram tanto a eficácia como a eficiência do sistema de gestão de qualidade. O objetivo desta norma é melhorar o desempenho da organização e a satisfação dos clientes e das outras partes interessadas. A norma já existe desde 1987 e a sua última atualização foi agora em 2018, no mês de Abril. A ISO 9004 não possui certificação em específico, mas possui uma ótima ferramenta de gestão de avaliação que ajuda a organização a elevar o nível de maturidade de vários componentes de seus sistema, como identificar e priorizar áreas para melhorias. Isso ajudará a organização a alcançar um nível além da ISO 9001, nela serão abordados tópicos importantíssimos. Tais como: alinhamento e desdobramento de estratégias, políticas e objetivos dentro de uma visão mais ampla de organização, missão, valores e cultura.

Não existe certificação para as normas ABNT NBR ISO 9000:2000 e ABNT NBR ISO 9004:2010.

## Em Portugal
- NP EN ISO 9004:2000 (Ed. 1): Sistemas de gestão da qualidade. Linhas de orientação para melhoria de desempenho (ISO 9004:2000).
- NP EN ISO 9000:2005 (Ed. 2): Sistemas de gestão da qualidade. Fundamentos e vocabulário (ISO 9000:2005) – descreve os fundamentos dos sistemas de gestão da qualidade que são objeto das normas da família ISO 9000 e define termos relacionados.
- NP EN ISO 9001:2008 (Ed. 3): Sistemas de gestão da qualidade. Requisitos (ISO 9001:2008).

## PBQP-H
O Programa Brasileiro de Qualidade e Produtividade - Habitação foi criado em 1991 com a finalidade de difundir os novos conceitos de qualidade, gestão e organização da produção de habitações, indispensável à modernização e competitividade das organizações brasileiras de construção civil.
O programa foi reformulado a partir de 1996, para ganhar mais agilidade e abrangência setorial. Desde então vem procurando descentralizar as suas ações e ampliar o número de parcerias, sobretudo com o setor privado. Para fortalecer essa nova diretriz no âmbito do setor público, e envolver também os Ministérios setoriais nessa cruzada, o Governo brasileiro delegou a Presidência do Programa ao Ministério das Cidades.

### Implantação e Certificação ISO 9001
- Implementação ISO 9001 passo a passo

### Organizações de normalização
- «Instituto Nacional de Metrologia, Normalização e Qualidade Industrial (INMETRO)»
- Instituto Latinoamericano de La Calidad (INLAC)

### Software
- PHKAPA Software Gratuito para gerir não conformidades (CAPA)
- «8QUALI software para gerir todos os requisitos da ISO 9001»
- Qualyteam Software para facilitar a Gestão da Qualidade/
- GestQual - Software que simplifica a Gestão da ISO 9001

### Outras ISOs
- «ISO 9004 - Complemento da ISO 9001»